# Nicole van Est
Nicole van Est (Helmond, 1971) is een Nederlandse journalist.
Van Est studeerde in Amsterdam. Ze begon als journalist in 1996 bij de Financiële Nieuwsdienst Betten. Sinds RTL Z in juni 2001 begon met uitzenden, is zij verbonden aan deze nieuwszender. Ze werkte er oorspronkelijk als economisch verslaggeefster en sinds augustus 2006 tevens als invalpresentatrice. In februari 2008 legde Van Est haar functie als verslaggeefster neer om aan de slag te gaan bij Brighthousemedia, samen met Martijn Gouman. Op 29 maart 2010 presenteerde van Est haar laatste RTL Z-uitzending.